# Batalla de Iguará
La Batalla de Iguará fue un suceso bélico que tuvo lugar el 13 de diciembre de 1895 en la Provincia de Las Villas, Cuba, en el contexto de la Guerra Necesaria (1895-1898).

## Antecedentes históricos
Ni la Guerra de los Diez Años (1868-1878), ni la Guerra Chiquita (1879-1880), habían logrado conseguir el objetivo principal que se habían propuesto quienes las iniciaron: La independencia total y definitiva de la isla de Cuba de su potencia colonial, España.
Entre 1880 y 1895, Cuba se adentra en el período de su historia que ha pasado a ser conocido como la Tregua Fecunda, también conocido como el “Reposo turbulento”, pues fue una época de relativa paz y prosperidad económica en la colonia, aunque matizada por levantamientos e insurrecciones intermitentes, que no lograron consolidarse lo suficiente como para ser considerados como nuevas guerras de independencia.

## Contexto histórico
Una vez iniciada la década de 1890, los cubanos exiliados o emigrados, en su mayoría establecidos en los Estados Unidos, comienzan a agruparse en torno a la figura, cada vez más prominente, de José Martí.
En dicho contexto, se funda el Partido Revolucionario Cubano (PRC), el 10 de abril de 1892, como partido único que agrupaba a todos los cubanos y no-cubanos que deseaban la independencia total de Cuba, con el objetivo adicional de auxiliar también la de Puerto Rico.
Con Martí como Delegado (Jefe) del Partido, se decide nombrar a los generales Máximo Gómez y Antonio Maceo, como jefes primero y segundo, respectivamente, de la futura tercera guerra de independencia cubana que se estaba planeando. Esto ocurrió en 1893.
Ya para finales de 1894, todas las condiciones materiales y organizativas parecían estar bien preparadas, tanto dentro como fuera de la isla, para dar inicio a la nueva guerra. Sin embargo, el fracaso del Plan de la Fernandina, supuso un serio contratiempo para los planes independentistas cubanos.
No obstante, se decidió comenzar la guerra, con o sin condiciones propicias, el domingo 24 de febrero de 1895, un día de carnavales y fiestas populares, para sorprender desprevenidas a las autoridades coloniales españolas y facilitar el inicio de la contienda. Varios de los alzamientos planificados fracasaron, resultando en la muerte o captura de algunos jefes importantes.
Sin embargo, la guerra continuó, con el éxito de los alzamientos en las provincias de Oriente y Las Villas, pero no empezó a tomar verdadera fuerza, hasta los desembarcos de los Hermanos Maceo, Martí y Gómez en el mes de abril. Luego de muchos avatares, los Maceo, Martí y Gómez, junto a otros jefes desembarcados, lograron asumir el mando de las tropas mambisas, que cada día se iban haciendo más numerosas con la incorporación de veteranos y de nuevos reclutas.
En este contexto, dieron inicio la Primera Campaña Oriental, en los primeros días de mayo de 1895 y la Campaña Circular, en junio del mismo año. La primera, comandada por el Lugarteniente General Antonio Maceo y la segunda por el Generalísimo Máximo Gómez.
Tras esto, se reconstituyó el Gobierno de la República de Cuba en Armas, en Jimaguayú, en septiembre de ese mismo año. El 22 de octubre, parte la Columna Invasora, encabezado por el General en Jefe Máximo Gómez y el Lugarteniente general Antonio Maceo desde Mangos de Baraguá, en la Provincia de Oriente. Comenzaba así la Invasión de Oriente a Occidente en Cuba.

## Batalla
Ese mismo día, cerca del poblado de Iguará, la Columna Invasora, bajo el mando de los mayores generales Gómez y Maceo, se enfrentó a una columna española, al mando del Coronel Segura.
Los invasores vadeaban el Río Jatibonico para entrar a Las Villas y cuando sólo la mitad había cruzado el río, detectaron la tropa hispana. Gómez ocupó una altura próxima para batir al adversario que avanzaba. Por su lado, Maceo se dirigió al río con el fin de evitar que la columna se dividiera en dos partes.
Cuando las tropas españolas vieron a los cubanos, abrieron un fuego nutrido sobre ellos. Se organizaron en dos líneas oblicuas y, a la vez, atacaron las fuerzas de ambos generales mambises.
Maceo decidió cargar con su caballería, a pesar del intenso fuego que, no obstante, no impidió la aniquilación de varias secciones de la tropa española, cuyas fuerzas se desorganizaron. Gómez atacó por el otro flanco y la retaguardia mambisa, que recién terminaba de vadear el río, también cargó, lo que puso fin a la resistencia de los españoles, que emprendió la retirada.
Los cubanos recogieron armas y equipos abandonados y volvieron a atacar. Luego de dos horas de acción, Gómez y Maceo pusieron fin al combate. Ambas fuerzas sufrieron grandes pérdidas: Los cubanos perdieron a 30 jinetes, entre ellos, al Teniente Coronel Enrique Céspedes, y los españoles dejaron a 18 de los suyos tendidos en el campo de batalla. Los cubanos capturaron 54 fusiles y varias mulas cargadas con diversos medios.

## Consecuencias
La victoria de esta importante batalla tuvo como consecuencia el inminente avance de las fuerzas cubanas en la invasión, así como la consecución de importantes victorias militares, la incorporación de gran cantidad de combatientes a las filas mambisas y la obtención de nuevas armas y municiones.
- Datos: Q60034586